# Самвел (роман)
«Самвел» (арм. Սամվել, Սամուէլ) — исторический роман армянского писателя Раффи. Первый том романа был написан в 1880-х и закончен в 1886 году. Однако второй том романа не был написан. Роман рассказывает о положении Армении в середине четвёртого века. «Самвел» считается одним из лучших романов Раффи и армянской литературы в целом. Этот роман введён в школьную программу Армении. В традиционном армянском правописании имя Самвел писалось как «Самуэл», так же назывался и роман. Впоследствии, после орфографической реформы в Советской Армении, роман печатался под названием «Самвел».
Действие книги разворачивается в Великой Армении в IV веке, во время правления Аршака II. Персидский шахиншах Шапур II намеревается завоевать страну и уничтожить в ней христианство. Главный герой романа — Самвел Мамиконян, сын предателя, который присоединился к персам.

## Исторический период
Действие романа разворачивается в IV веке, когда армянский царь Аршак II (арм. Արշակ Երկրորդ, Արշակ II) попадает в плен к персидскому шаху Шапуру, и Армения остается беззащитной. Положение ухудшается тем, что нахарары Ваган Мамиконян и Меружан Арцруни предают свою родину и присоединяются к Шапуру. Шах посылает их с большой армией в Армению, чтобы обратить армянский народ в зороастризм. В книге сыновья Вагана и Васака Мамиконянов — Самвел и Мушег — решают спасать свою родину. В романе, Раффи не отмечает конкретную дату, но на заглавной странице есть дата 364—400, то есть действие происходит в этом промежутке времени.

## Герои
- Самвел Мамиконян — храбрый юноша из знатного рода Мамиконянов. Готов пожертвовать всем ради безопасности своей родины. Сын предателя Вагана.
- Мушег Мамиконян — двоюродный брат Самвела. Когда его отец, храбрец Васак Мамиконян умирает от руки Шапуха, Мушег занимает место армянского спарапета (главнокомандующего), в роли которого проявляет себя, как настоящий герой.
- Тачатуи — жена Вагана, мать Самвела, предавшая свою веру и ставшая язычницей. Раффи здесь отошёл от истории, поскольку в действительности Самвел убил свою мать персиянку Ормиздухт, автор же заменил её на армянку Тачатуи, а роль Ормиздухт в книге изменил.
- Ваган Мамиконян — отец Самвела, предатель родины, присоединившийся к Шапуху. Несмотря на предательство, Ваган продолжает вести себя, как почтенный человек из рода Мамиконянов.
- Меружан Арцруни — тоже предал родину и примкнул к Персии. Меружан отличается решительностью и жестокостью.
- Ашхен Рштуни — возлюбленная Самвела. Ашхен очень любит родину и считает, что Самвел должен проливать кровь за Армению, и только тогда будет достоин её.
- Парандзем — мужественная и храбрая армянская царица, жена Аршака II. Она до конца противостоит персам в крепости Артагерс, руководя обороной.

Второстепенные персонажи:
- Аршак II — армянский царь, попавший в плен к Шапуху и оставшуюся часть жизни проведший в крепости. В книге появляется только в одной сцене.
- Нерсес I Великий — католикос Армянской апостольской церкви в 353—373 гг.; появляется в эпизоде на о. Патмос.
- Саак Партев — великий армянский деятель, друг Самвела.

- Месроп Маштоц — друг Саака Партева. В книге он предстаёт как молодой секретарь, ещё не создавший армянский алфавит.
- Шапух II — персидский шахиншах, много лет угнетающий Армению, жестокий и беспощадный правитель.
- Ормиздухт — сестра Шапуха II, отданная им в жёны Вагану Мамиконяну. Она являлась «мачехой» Самвела, но очень любила его.
- Ормиздухт — другая сестра царя Шапуха, которая должна была стать женой Меружана Арцруни. Впоследствии попала в плен к Мушегу и сидела с царицей в Артагерсе. В те времена всех сестёр и жен персидского шаха звали Ормиздухт.
- Князь Рштуни — князь из рода Рштуни, отец Ашхен.
- Амазаспуи Мамиконян — жена княза Рштуни, мать Ашхен. Она являлась сестрой Вагана Мамиконяна, который жестоко убил её, повесив за ноги.
- Арбак — старый воин, воспитавший Самвела.
- Юсик — слуга Самвела, храбрый юноша, готовый сделать всё ради своего хозяина.
- Княгиня Арцруни — мать Меружана Арцруни, старая женщина, преданная своей родине. Она не принимает своего отступника-сына.
- Княжна Арцруни — жена Меружана, тоже не принявшая его.
- Малхас — преданный помощник Самвела, в большинстве случаев — гонец.
- Багос, главный евнух «мачехи» Самвела Ормиздухт (он же — персидский шпион, действующий в союзе с матерью Самвела Тачатуи).

У Самвела были свои помощники, которые везде сопровождали его и помогали ему в его предприятиях. В их число входят Юсик, Арбак, Сурен и Малхас. Самвелу помогает также Артавазд Мамиконян, его дальний родственник. Возлюбленная Юсика Нвард не раз помогает Самвелу, передавая важные новости Юсику.
Прочие герои романа: Драстамат, верный слуга царя Аршака, доказавший свою любовь к царю, попросив у Шапуха свидания с ним; княжна Сюни, пленённая персами в Зарехаване и жестоко казнённая по приказу Шапуха (тогда Шапух приказал убить всех из рода Сюни); Звита — еврей, пленённый персидской армией. Во время пира в шатре Меружан Арцруни вызывает Звиту и говорит, что тот свободен и может идти, но Звита отвечает, что останется со своим народом и не уходит на свободу. Две девушки Шушаник и Асмик, которые остались в Артагерсе с царицей; Тирэ и Ростом, двое священнослужителей, изгнанные на остров Патмос с католикосом Нерсесом; также Айр-Мардпет, предатель, сдавший царицу персам в Артагерсе.

## Сюжет

### Часть первая
Роман начинается с того, что Сурен издалека доходит до Тарона и приходит в родовой замок Мамиконянов, Вогакан. Там он тайно встречается с хозяином Самвелом. Сурен рассказывает, что произошло за последний месяц и что было утаено от Самвела. Король Аршак был пленен и отправлен в крепость Ануш (арм. «Сладкая», также «Анхуш», то есть «Забытая»). Дядя Самвела, Васак Мамиконян, также был пленён персидским царем, но его участь оказалась печальней: Шапух вызвал его к себе и с презрением сказал, что этот маленький человек не мог быть армянским спарапетом, а Васак ответил, что сейчас он невелик ростом потому, что пленён, а на самом деле он гигант, который может раздавить две горы. Шапух спрашивал, что это за две горы, а Васак отвечает, что одна из них — Шапух, а другая — император Византии. Тогда Шапух приказал содрать с Васака шкуру, набить её сухим сеном и поставить перед Аршаком в крепости Ануш. Кроме того, Ваган Мамиконян и Меружан Арцруни оказались предателями, приняли язычество и вместе с большим персидским войском движутся на Армению, чтобы обратить всех армян в язычество.
Самвел очень болезненно принял эту новость. Собственная мать не сказала ему о том, что отец присоединился к Персии. Значит, она, Тачатуи, тоже на стороне персов. Самвел идёт к своему двоюродному брату Мушегу, сыну покойного Васака, и сообщает ему новость, но не говорит, что его отец мертв, а что он в плену вместе с царем. Мушег в гневе говорит, что теперь их родина беззащитна, и они должны что-то сделать, а Самвел должен пойти против своего отца.
Придя к матери, Самвел находит её одетой в персидские наряды и очень радостной от того, что её муж служит Персии. Она торжественно сообщает ему новость о прибытии Вагана и Меружана. Самвел делает вид, что очень доволен поступками отца, и соглашается отправиться на встречу с отцом.
Вскоре в замок Вогакан приезжают Саак Партев и его помощник Месроп Маштоц. Самвел переговаривает с ними наедине о том, что делать. Саак Партев полностью поддерживает Самвела. Тачатуи очень не нравится приезд Партева, но она вынуждена принять его как своего родственника. Во время пира Тачатуи приказывает своему евнуху отравить Мушега. Но одна из служанок, Нвард, подслушивает их разговор и предупреждает об этом Юсика, который, в свою очередь, предупреждает Самвела. Таким образом злой замысел не удается.
Поздней ночью вторая жена Вагана Ормиздухт предупреждает Самвела, что персидские войска войдут в Армению не через Тарон, а через Рштуни. Самвел встревожен, потому что там находится его возлюбленная Ашхен.
Через несколько дней Партев уезжает, а Самвел готовится выехать на встречу отцу. Он берёт с собой 40 своих людей, а мать дает ему ещё 250 человек, которым Самвел не доверяет, считая их шпионами матери. К нему также присоединяется юный Артавазд Мамиконян. Они выходят из замка Вогакан и пускаются в путь.

### В скобках
«В скобках» — название отдельной части романа, которая находится между первой и второй частями. «В скобках» вне сюжета в трех главах описывается природа Армении, её история и трудное положение, которое сложилось в стране на тот момент.

### Часть вторая

#### Один — на западе, другой — на востоке
Эта часть состоит из двух глав. В одной из них рассказывается о католикосе Армении, который, будучи изгнанным византийским императором на остров Патмос, не имел возможности вернуться на родину и руководить церковью.
Во второй главе рассказывается об армянском царе Аршаке, который заключен в крепость Ануш персидским царем Шапухом. К нему приходит его верный слуга Драстамат, которому дал разрешение сам Шапух: в своё время Драстамат спас персидскому царю жизнь, и тот обещал исполнить одно его желание. Драстамат пожелал видеть армянского царя. Драстамат говорит Аршаку, что Шапух также разрешил Аршаку на один день выйти из крепости и присоединиться к пиру, но Аршак отказывается от этой возможности.
Таким образом получается, что Армения осталась без своих лидеров.

#### Пути расходятся
Самвел и его люди едут по дремучим лесам княжества Рштуни. Местные жители по дороге напали на них и теперь у Самвела осталось лишь 48 человек из трёхсот. Он спешит предупредить князя Рштуни, что персы нападут с их стороны, но добравшись до места, видят, что на находившуюся на острове крепость уже напали, и она горит. Самвел встречается с Ашхен у Источника Слез и узнает от неё, что персы напали на крепость, разграбили её и пленили Амазаспуи, мать Ашхен. Князь Рштуни собрал войско и пустился в погоню за Меружаном Арцруни и Ваганом Мамиконяном, чтобы освободить свою жену.
Ваган и Меружан укрепляются в городе Ван, когда на него нападают рштунийцы. Ваган Мамиконян, приходящийся братом Амазаспуи, пытается уговорить её принять язычество и отречься от родины, но та отказывается и обвиняет Вагана в измене. Когда рштунийцы разрушают Ван и входят в город, Ваган приказывает казнить Амазаспуи. Её нагое тело вешают вверх ногами на башне главного замка. В этот момент в Ван входит Самвел и, увидев тело Амазаспуи, Самвел говорит: «Каин! Тот убил своего брата, а ты сестру». Так он обвиняет своего отца.
После этого Меружан отправляется к себе домой, чтобы увидеть своих родных. Но его мать узнаёт о предательстве и уговаривает его жену не принимать домой Меружана. Когда тот приезжает в город, никто на улицах не встречает его, а когда он подъезжает к дому, с балкона к нему выходят мать и жена. Мать говорит, что его не примут родные, пока он не вернётся на сторону Армении. Она повелевает ему пойти в церковь и покаяться в грехах. Но Меружан Арцруни, проявив твердость, отказывается делать это и уезжает из родного города.
В это время в Армению приезжает Шапух с новыми войсками. Он разрушает несколько городов, в том числе Зарехаван, где казнит шестьсот женщин и детей из знатных родов. Затем он пускается в обратный путь в Тизбон. По дороге он с войском делает привал, и здесь его настигает Мушег Мамиконян с 20000 солдатами. Рано утром он внезапно атакует лагерь персов. Многие персидские солдаты погибают, шестьсот вельмож попадают в плен, Мушег пленит гарем Шапуха и сестру его Ормиздухт, но сам царь успевает спастись бегством. Мушег с пленниками возвращается к царице в Артагерс. Там она приказывает снять шкуры со всех персидских вельмож и повесить их на стенах. Мушег возвращает Шапуху его гарем нетронутым (царица оставляет в плену только Ормиздухт, но обращается с ней подобающе). Когда-то также поступил Васак Мамиконян, и Мушег повторил поступок отца, чтобы именно таким образом отомстить Шапуху. Узнав об этом, Шапух приказывает вырезать образ Мушега, сидящего на белом коне, на его кубке. Парандзем нарекает Мушега спарапетом и отправляет его в Византию, чтобы привезти в Армению наследника престола — Папа.
Разъяренный тем, что его невесту Ормиздухт держит в плену царица Парандзем, Меружан Арцруни со своей армией осаждает крепость Артагерс. Осада продолжается много месяцев, персам не удается войти в крепость. Тогда происходит нечто другое: тяжелая болезнь поражает всех находящихся в крепости. Более двадцати тысяч мужчин и женщин умирают прямо на улицах, и их тела остаются лежать там же. В живых остаются только Парандзем, Ормиздухт и две девушки. Царица и Ормиздухт ладят друг с другом. Ормиздухт признается, что не одобряет поступков отца и не любит Меружана. В это время через тайный ход в крепость проникает предатель Айр-Мардпет и видит, что там все умерли. Он предает царицу врагу; их увозят в Персию.

### Часть третья
Самвел и его люди наконец-то доходят до лагеря персидского войска Меружана Арцруни. Там Самвел встречает своего отца Вагана Мамиконяна. Ваган не знал, что его сын считает его предателем, и поэтому встречает Самвела очень радостно. Тот делает вид, что доволен тем, что делают Меружан и Ваган. Они вместе собираются в шатре Меружана, он устраивает пир в честь Персии. Во время пира Меружан приказывает привести одного из еврейских пленников: Звиту. Когда его приводят, Арцруни говорит ему, что он свободен и может идти, но Звита отказывается от свободы и остается со своим народом. Меружан приказывает сжечь все древние армянские книги. Их собирают в кучу и сжигают.
Утром Самвел просыпается, выходит из шатра и видит, огромную гору отрубленных голов пленников. Это зрелище настолько ошеломляет его, что он окончательно решает исполнить свой план. Через несколько часов Меружан Арцруни предлагает отправиться на охоту. Ваган и Самвел соглашаются. Самвел берёт своих людей. Они отправляются на маленький островок на реке Аракс для охоты на оленей. Там Самвел и Ваган уединяются и начинают разговаривать. Ваган снова хвалит персидского царя, их предприятие и свой поступок. Тут Самвел не выдерживает и начинает говорить против отца и осуждать его предательство. Он называет своего отца предателем. Разгневанный Ваган вытаскивает меч, чтобы убить изменника-сына, но Самвел опережает его и убивает своего отца. Он подает знак, и его люди начинают уничтожать персов, которые находились на острове. Артавазд пытается убить Меружана Арцруни, но тому удается ускользнуть и спрятаться в чаще. Из людей Самвела в живых остаются лишь семеро. Самвел и его люди покидают остров, после них Меружан на своей лошади переплывает Аракс и отправляется в лагерь.
Там он предупреждает о случившемся военачальникам. Тело убитого Вагана незаметно переносят в его шатёр, чтобы солдаты не увидели его и не пали духом. Солдаты замечают флаг на холме, неподалёку от лагеря. Это было знамя рода Арцруни. Меружан сразу понял, что это его мать. Она посылает к нему гонцов, которые говорят, что персидская армия окружена армянами, и его мать ещё раз предлагает ему сдаться и вернуться на сторону родины. Разгневанный Меружан прогоняет гонцов с отказом.
Тогда армяне переходят в наступление. Они окружают персов со всех сторон. Меружан со своими всадниками нападает в том месте, где были руины разрушенного города. Однако, его ранят, и он падает с лошади. Армяне побеждают. Когда битва заканчивается, Самвел объезжает поле битвы и замечает раненого Меружана. Однако, он приказывает перевязать его раны и заботиться о нём.
После этого проходит много месяцев. Самвел возвращается в замок Вогакан. Он видит, что его мать держит персов-слуг, нарядила весь замок в персидские украшения и заставила всех носить персидскую одежду. Она устроила языческий праздник с жертвоприношением. Она разжигает огонь на жертвеннике. Тогда Самвел приказывает ей погасить огонь, но мать отказывается делать это. Самвел угрожает, что зальёт жертвенник её кровью. Мать называет его злодеем. Самвел отвечает: «Меч, который поразил отступника-отца, поразит и отступницу-мать!» и убивает её, залив её кровью жертвенный огонь. Тогда из толпы слышатся одобрительные крики.

## История создания
Из произведений Раффи главным образом известны исторические романы. Он начинал литературную деятельность как поэт, но впоследствии написал несколько исторических романов. «Самвел» был третьим романом писателя после «Давид-Бека» и «Паруйра Айказна». Он был написан в 1880-х годах, а закончен и опубликован в 1886 году. Описывая события романа, автор намеревался передать своё впечатление от того, что происходило в Восточной Армении в XIX веке. Именно этими событиями был вдохновлён Раффи на написание романа. «Самвел» был впервые напечатан в тифлисском журнале «Мшак», в котором работал и часто публиковал свои произведения Раффи.
«Самвел» остался незаконченным. Раффи должен был написать второй том, где борьба главных героев за свободу родины должна была продолжиться, но второй том не был написан (Раффи скончался в 1888 году). Осталось неясным, что случилось с Самвелом, с выжившим Меружаном Арцруни, с Ашхен, что произошло с царицей Парандзем. Мушег должен был вернуться из Византии с наследником престола, Папом. Кроме того, Раффи не описал смерть царя Аршака.

## На русском языке
На русский язык роман переводился:
- А. Тер-Карапетовой и И. Реванцян (Гослитиздат, 1946)[8];
- А. Дубровиной и И. Кусикьян (Армянское государственное издательство, 1958[9]; «Художественная литература», 1985[10]);
- Н. Хачатурян («Советакан грох» «Советский писатель», 1982) c примечаниями к роману.

«Самвел» был включён в серию «Армянский исторический роман» на русском языке (ISBN 5-98786-003-2).

## Критика
Вдохновение на создание своих романов Раффи получал во время путешествий по Армении и Персии. Некоторые критики говорили, что произведения Раффи не сильны художественно, но обнаруживают у автора сильный публицистический талант.
Критик Геворк Бардакджян писал, что «Самвел» был ответом Раффи на рост русского шовинизма в 80-е года XIX века и закрытие армянских школ: с его точки зрения угроза армянскому языку была сравнима с персидской угрозой в IV веке. Он также пишет, что о реальной Армении IV века и самом Самвеле почти ничего неизвестно, однако Раффи представляет Самвела борцом против ассимиляции в персидскую культуру; превращает Армению из абстрактной концепции в территориальную единицу — землю, населённую людьми с глубокими традициями и общей историей; идентифицирует армян как носителей христианской традиции и памяти о языческом образе жизни; призывает к вооружённой борьбе в защиту нации; подчёркивает децентрализованную природу политической власти и конфликта государства с церковью.
В книге «Армяно-украинские литературные связи» говорится, что «Самвел» близок к книге «Гайдамаки» писателя Т. Г. Шевченко. В «… литературных связях» «Самвел» называется шедевром армянской исторической романистики. Однако Е. Мартиросян пишет о «Самвеле» и «Давид-Беке», что в них затронута тема социального неравенства, но они лишены исторического значения, поскольку историческая действительность искажена в них фантазией автора.

## Анализ

### Достоверность сюжета
Раффи при создании романа главным образом пользовался историческими свидетельствами армянских историков Мовсеса Хоренаци и Фавстоса Бузанда. Чтобы показать, что описанные в романе события действительно имели место в истории, Раффи в начале некоторых глав цитирует историков. Даже в самом начале романа он приводит отрывки из «Армянской истории» Хоренаци и Бузанда:

И тогда Ваган Мамиконян и Меружан Арцруни, два мужа нечестивых и беззаконных, отрекшись от заветов христианского бога и принявши безбожную скверну маздеизма, начали разрушать в стране армянской церкви, то есть молитвенные дома христиан… И строили капища во многих местах и принуждали людей принимать маздеизм… и детей и родственников своих отдавали в обучение маздеизму. И тогда один из сыновей Вагана, по имени Самвел, убил отца своего Вагана и мать свою Ормиздухт, сестру персидского царя Шапуха.
Фавстос Бузанд, кн. IV, гл. 59

После кончины царя Аршака собрал Шапух большое войско и поставил во главе его Меружана Арцруни и послал на Армению… И дал ему в жены сестру свою Ормиздухт… И посулил ему армянский престол, лишь бы он смирил нахараров и обратил страну в маздеизм. Он взял это на себя и пришёл в страну… и старался уничтожить все христианские порядки… И сжигал священные книги, где бы ни находил, и повелел не учиться греческому письму, но только персидскому и чтобы не дерзал на греческом писать или переводить с него… Ибо тогда не было ещё армянской письменности, и церковная служба велась на греческом языке.
Мовсес Хоренаци, кн. , гл. 36

Однако, в некоторых местах Раффи отклоняется от истории. Например, описывая заточение Аршака, автор пишет, что тот отказывается принять предложение Шапуха выйти на один день из крепости и провести его так, как подобает царю. На самом же деле Аршак согласился, и во время пира, не вынеся своего постыдного положения, взял со стола нож и пронзил себе сердце. Драстамат, увидев, что его повелитель мёртв, также покончил жизнь самоубийством. Раффи не описывает в романе, как персидский царь пленил Аршака и Васака Мамиконяна, а между тем, об этом существует легенда. Когда Аршак приехал в Тизбон, Шапух отнёсся к нему, как к слуге, сказал, что не доверяет ему, потому что они много лет воевали. Он приказал своим людям привезти армянскую землю и воду, позвал к себе Аршака, чтобы испытать его. Половину пола шатра слуги царя покрыли армянской землей, а другую — персидской. Шапух и Аршак начали ходить по шатру, разговаривая, и, когда Аршак ходил по персидской земле, то оправдывался и говорил с боязнью, а когда ходил по армянской земле, то начинал кричать, что никогда не сдастся и будет воевать. Вечером Шапух организовал пир. Он сидел во главе стола, а Аршак — позади всех гостей. Под его ноги подсыпали армянскую землю. Тогда он начал осуждать действия царя Шапуха и царь велел пленить Аршака и спарапета Васака.
Осада крепости Артагерс действительно была, об этом свидетельствует Фавстос Бузанд. Но Раффи описывает осаду не совсем достоверно: в крепости вместе с королевой находился также Пап (наследник престола), а в романе он в это время находится в Византии. Невозможно проверить точность описания Раффи последней битвы, но сражение, в котором проиграл Меружан Арцруни, действительно было.
Главнейшим образом Раффи отвлекается от истории, описав мать Самвела. В романе Самвел убил мать-армянку. Самвел и в действительности убил своих предателей-родителей, однако, как писал Бузанд, он убил свою персидскую мать — Ормиздухт. Писатель допустил такую неточность, чтобы сделать более ответственным и ироническим этот поступок.

### Предшественники и последователи «Самвела»
Первым историческим романом новой армянской литературы стал роман Хачатура Абовяна «Раны Армении», в котором он осмыслил значение вхождения Армении в состав России. Так же как «Самвел», роман Мурацана «Геворг Марзпетуни» (1896) является одним из лучших достижений армянского исторического романа. «Геворг Марзпетуни» повествует о происшествиях 923 года и последующих лет. В романе Арменией правит династия Багратуни, главным образом, Ашот II. Об Ашоте II также повествует роман Баграта Айвазянца «Ашот Еркат». Роман был написан и напечатан в 1893 году в журнале «Ардзаганк». В этом романе, как и в романе Мурацана, описаны Геворг Марзпетуни и Ашот Железный.
Также известен роман Дереника Демирчяна «Вардананк», рассказывающий о событиях, связанных с Варданом Мамиконяном. События «Самвела» предшествуют событиям «Вардананка». Оба романа повествуют о династии Мамиконянов. Вардананк был написан во время Великой Отечественной войны.

### Идея патриотизма
«Самвел» содержит в себе патриотические и национально-освободительные идеи. Согласно концепции «Самвела», патриотизм является высшим законом бытия человечества. Каждый из героев символизирует любовь и преданность родине. Даже женщины здесь готовы умереть за свою родину (такими являются царица Парандзем, Ашхен). Амазаспуи предпочитает умереть от руки брата, чем предать родину. Но ключевой поступок, совершённый ради родины и оправданный патриотизмом, это убийство Самвелом его родителей. Поступок Самвела является главным и центральным событием в романе. Автор оправдывает это убийство душевными муками Самвела и его преданностью своей стране. Узнав о предательстве отца, он впал в отчаяние, в его уме возник неясный замысел об убийстве отца.

## Цитаты
Предисловие:

Исторический роман есть воссоздание исторического бытия того или иного народа. Он показывает жизнь и свершения этого народа, изображает его нравы и обычаи, его традиции, его духовный и нравственный облик, словом, представляет человека прошлого в его исконном, изначальном обличье, которое с течением времени претерпело изменения, и для нынешнего поколения есть уже нечто забытое.

Когда Самвел сказал Ашхен, что не знает, кого выбрать: её или родину, она отвечает (из главы «Источник Слёз»):

Ты будешь недостоин меня, Самвел, если твоя кровь не вольётся в тот общий поток, который народ готов пролить за отчизну! И я не буду достойна тебя, если не сделаю того же…